# Palaeoeuscorpius gallicus
Palaeoeuscorpius
Genre
Espèce
Palaeoeuscorpius gallicus, unique représentant du genre Palaeoeuscorpius, est une espèce fossile de scorpions de la famille des Palaeoeuscorpiidae.

## Distribution
Cette espèce a été découverte dans de l'ambre en Charente-Maritime en France. Elle date du Crétacé.

## Description
L'holotype devait mesurer 25 mm.

## Étymologie
Son nom d'espèce lui a été donné en référence au lieu de sa découverte, la Gaule.

## Publication originale
- Lourenço, 2003 : « The first scorpion fossil from the Cretaceous amber of France. New implications for the phylogeny of Chactoidea. » Comptes Rendus Palevol, vol. 2, no 3, p. 213–219 (en).